# ホテルニューツカモト
ホテルニューツカモトは、かつて千葉県千葉市に所在したホテルである。

## 歴史
東京の銀座に本社を置く商社の塚本總業は、そごう千葉店をキーテナントとする塚本大千葉ビルをはじめ千葉駅周辺に3棟のビルを有していた。1980年の同社の仕事納めの場において、社長の塚本素山は4番目のビルとなる「塚本千葉第5ビル」の建設を発表。建設地は千葉駅から南西に離れた千葉港にほど近い、千葉市役所の隣接地で、すでに千葉グランドホテルや千葉ニューパークホテルが立地するホテル集積地であった。1981年5月29日、起工式が執り行われる。塚本總業の既存のビルと同様に設計監理は三菱地所が担当。施工は大成建設に加え、飛島建設、五洋建設、大日本土木が参加した。塚本素山は完成を見届けることなく、1982年4月4日に死去した。約2年3か月の工期ののち、1983年8月31日に竣工式を挙行。翌日にオープン記念式典が開かれ、ホテルの営業は9月16日より開始した。1986年に西船橋駅からの京葉線が開通し、ホテルの近くに千葉みなと駅が開業。1995年には、千葉駅から千葉都市モノレール1号線が同駅に乗り入れた。
2002年9月には宴会業務を終了し、宿泊に特化したビジネスホテル業態に改めるとともに一部フロアを事務所に仕様変更し、2004年3月に1階に保険代理店エッチ・アール・オーが入居。4月1日に直営のレストラン「和洋レストラン黒潮亭」が地下1階に開店。5月28日には1階に「セブン-イレブン千葉みなと駅前店」が開店した。7月には2・3階の宴会場跡に千葉県病院厚生年金基金と、老朽化した旧千葉県医療センタービルから移転した千葉県医師会・千葉県薬剤師会・千葉県医業健康保険組合が入居した。
近隣の大手ホテルチェーンの進出やインバウンド需要の鈍化に加え、2019年の新型コロナウイルス感染症で宿泊客激減の打撃を受け、事業継続を断念。2020年6月30日をもって同社での営業を終了し、北海道函館市に本社のあるホテル運営会社「ホテルテトラ」に移管のうえ「ホテルテトラ千葉みなと駅前」に名称を改めたが、2023年1月15日に閉館した。

## ホテル概要
地下3階・地上13階・塔屋2階で、外壁はアイボリーのタイルで仕上げられた。開業時の客室数は137室で、大宴会場1室と中小宴会場12室、レストラン6店、バー・ブライダルサロン・花屋・美容室・写真店各1か所を備え、最上部には回転展望レストラン「アカプルコ」が設けられた。
2020年時点ではシングル62室、ダブル8室、ツイン59室、トリプル20室、コネクト2室、4台のベッドのあるファンクションルーム1室、スイートルーム1室、ロイヤルスイート1室の客室構成であった。1階にイタリアンレストラン「Orizzonte」、地下1階に「炭火焼　寿」と居酒屋「魚民」、地下2階には80台収容の駐車場があった。ホテルテトラ移管後は、同社が函館の企業であることからレストラン「＆hakodate」が営業していた。

## 運営会社
塚本總業子会社の塚本観光株式会社と塚本開発株式会社が合併して設立された塚本観光開発株式会社は、1982年12月1日に資本金を1000万円から5000万円に増資し、社名を株式会社ホテルニューツカモトに変更。塚本總業副社長の塚本達夫が運営会社の社長に就任し、本社は東京都中央区銀座4丁目の塚本素山ビルに置いた。ピークとなる2016年3月期は3億円を超える売上があったが、親会社からの借入金による経営が続き、債務超過に陥っていた。2019年からの新型コロナウイルスの影響による宿泊者数の激減にとどめを刺される形となり、2020年6月30日の株主総会で会社の解散を決定。同年9月29日に東京地方裁判所より特別清算の開始決定を受け、2021年4月1日に清算終結した。